# Steinebach an der Wied

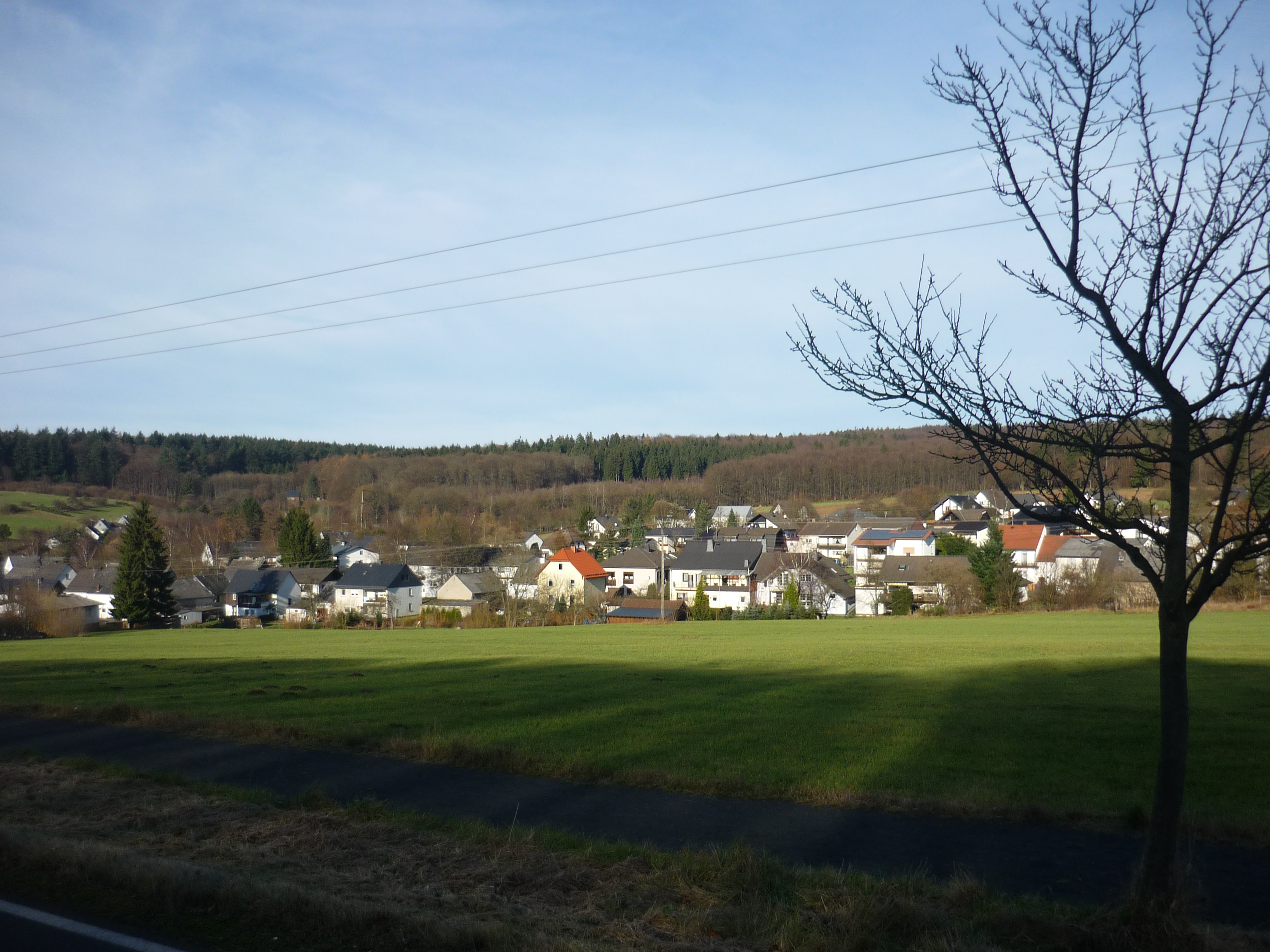
Steinebach an der Wied

Steinebach an der Wied ist eine Ortsgemeinde im Westerwaldkreis in Rheinland-Pfalz. Sie gehört der Verbandsgemeinde Hachenburg an.

## Geographie
An der Südgrenze der Verbandsgemeinde Hachenburg, im nordwestlichen Teil des Westerwaldkreises, an der Westerwälder Seenplatte und der Wied, liegt der Ort Steinebach an der Wied.
Ortsteile sind Steinebach, Schmidthahn, Langenbaum und Seeburg. Letzterer liegt am Westufer des Dreifelder Weihers und besteht nur aus wenigen Häusern ohne dörflichen Charakter. Neben den vier Ortsteilen gehört auch der Wohnplatz Hof Salzberg zur Ortsgemeinde.
Nördlich und östlich grenzt der Staatsforst Hachenburg an; im Norden liegt der Gitzebeul (494 m), im Osten der Wildenhahn (497 m) und im Westen der Hartenfelser Kopf.
In Steinebach fließen der Wied mehrere Bäche zu, wie der Fehlchesbach (von rechts, südlich von Steinebach), der Steinebach (von rechts, südöstlich des Ortskerns) und im westlichen Gemeindegebiet der Hartenbach.

## Geschichte

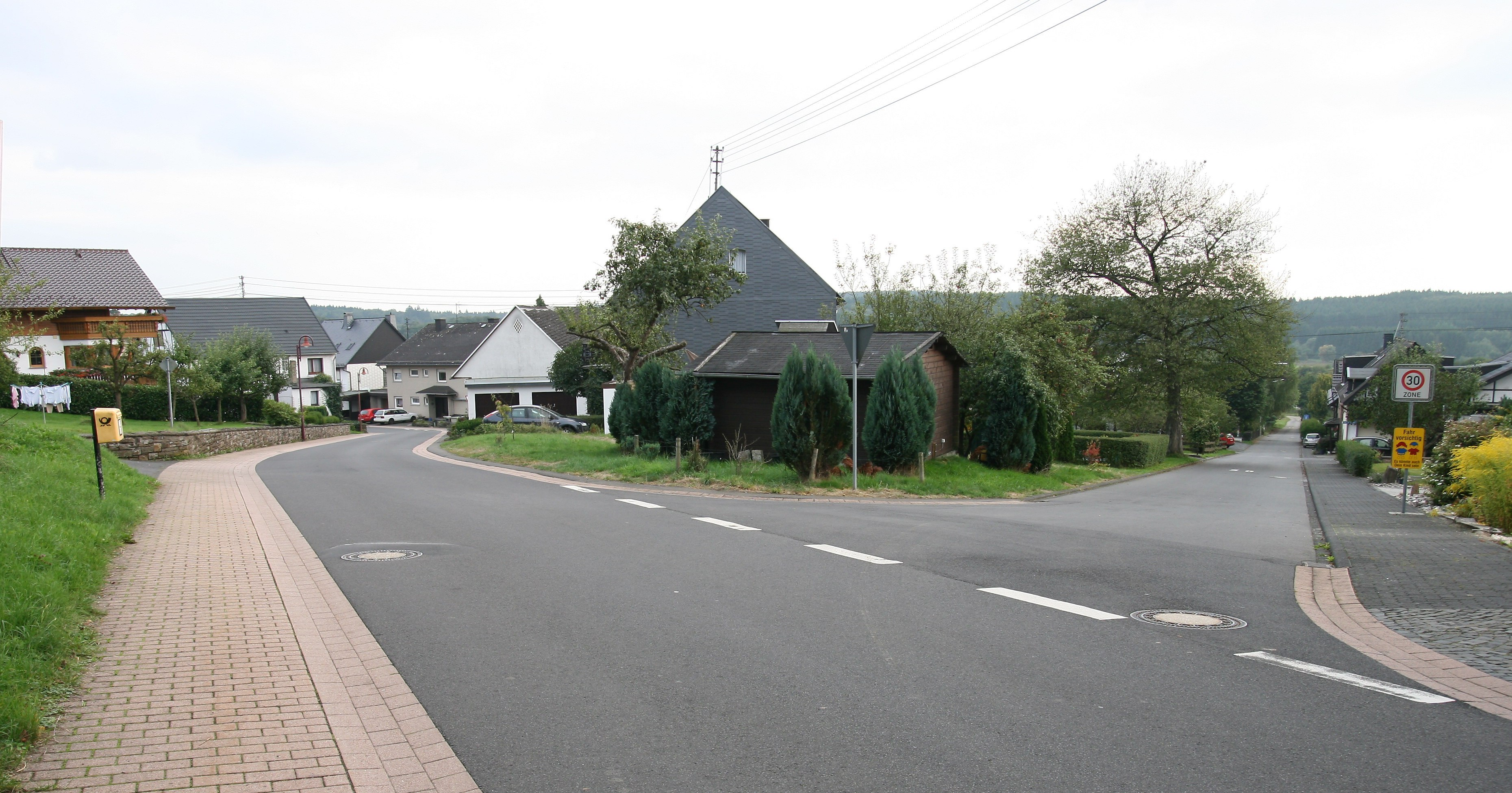
Dorfansicht in Schmidthahn

Steinebach an der Wied wurde am 7. Juni 1969 aus den Gemeinden Schmidthahn und Steinebach neu gebildet.
Bevölkerungsentwicklung
Die Entwicklung der Einwohnerzahl von Steinebach an der Wied bezogen auf das heutige Gemeindegebiet, die Werte von 1871 bis 1987 beruhen auf Volkszählungen:
| Jahr | Einwohner |
| 1815 | 277       |
| 1835 | 501       |
| 1871 | 424       |
| 1905 | 382       |
| 1939 | 407       |
| 1950 | 448       |

| Jahr | Einwohner |
| 1961 | 464       |
| 1970 | 547       |
| 1987 | 650       |
| 1997 | 805       |
| 2005 | 778       |
| 2023 | 803       |

## Politik

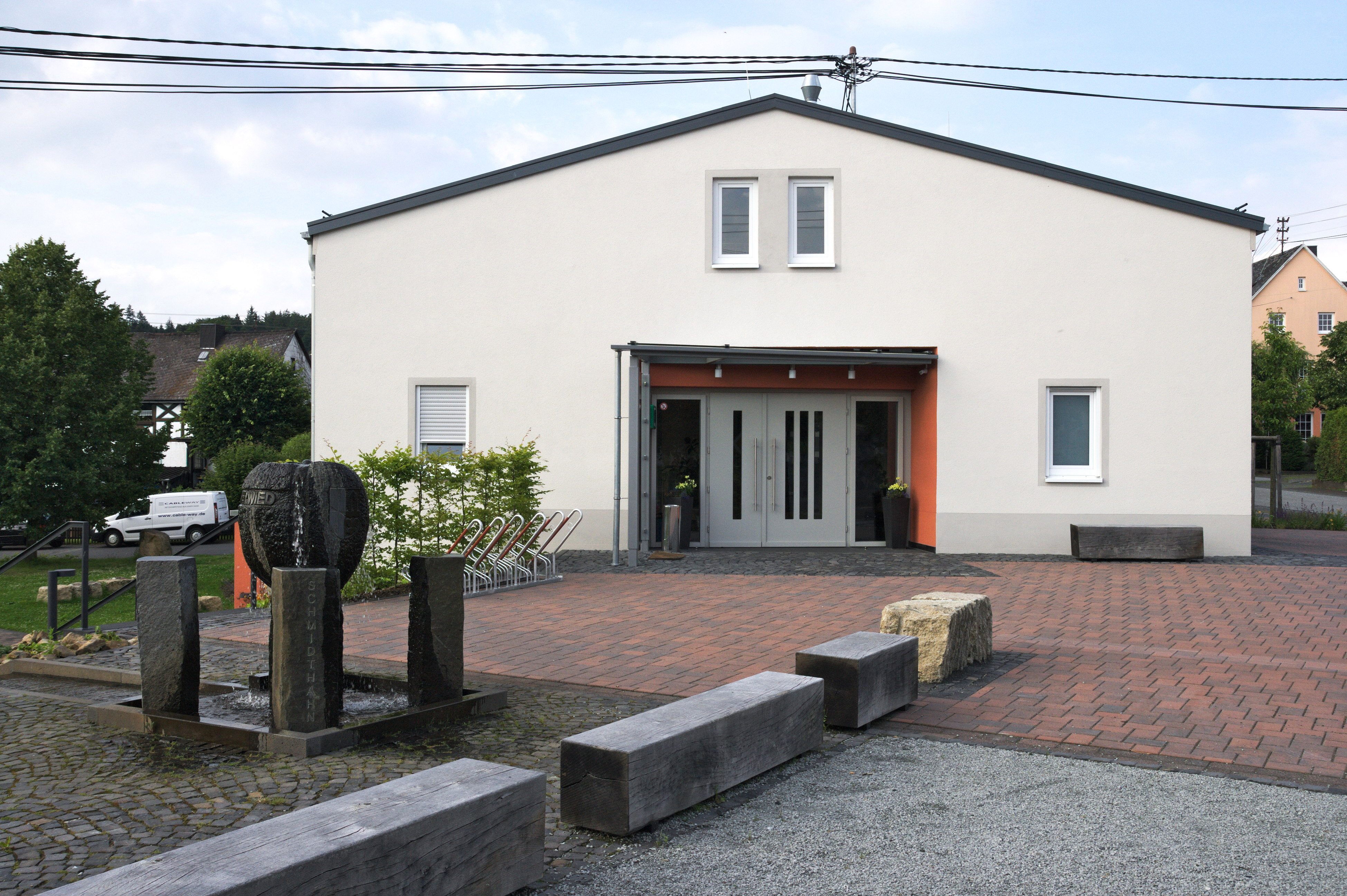
Neues Dorfgemeinschaftshaus

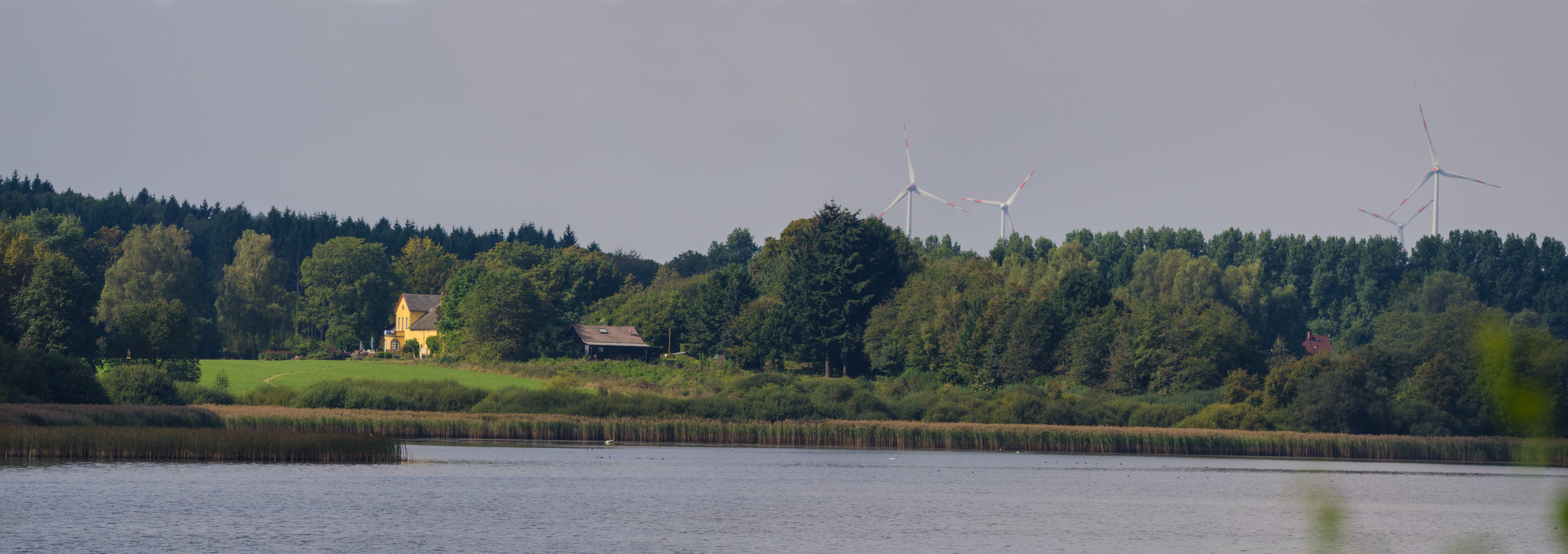
Seeburg

### Bürgermeister
Jürgen Hebel wurde am 2. Dezember 2020 Ortsbürgermeister von Steinebach an der Wied, nachdem er bereits seit August die Amtsgeschäfte als bisheriger Erster Beigeordneter geführt hatte. Bei der Direktwahl am 8. November 2020 war er mit einem Stimmenanteil von 71,0 % gewählt worden. Er wurde im Juni 2024 wiedergewählt.
Hebels Vorgänger Heinz Schneider hatte das Amt seit 1999 ausgeübt, es aber zum 31. Juli 2020 aus gesundheitlichen Gründen niedergelegt. Er war zuletzt bei der Direktwahl am 26. Mai 2019 mit einem Stimmenanteil von 53,58 % in seinem Amt bestätigt worden.

### Wappen
| Wappen von Steinebach an der Wied | Blasonierung: „Von Gold und Blau gespalten; vorne ein rotes Halbständerkreuz, hinten eine silberne Wellenleiste, darauf ein goldener, schwarzgefugter (hochgotischer) Spitzbogen, darunter aus dem Schildrand wachsend ein dreiblättriger goldener Buchenzweig.“ |
| Wappen von Steinebach an der Wied | |

## Kultur und Sehenswürdigkeiten

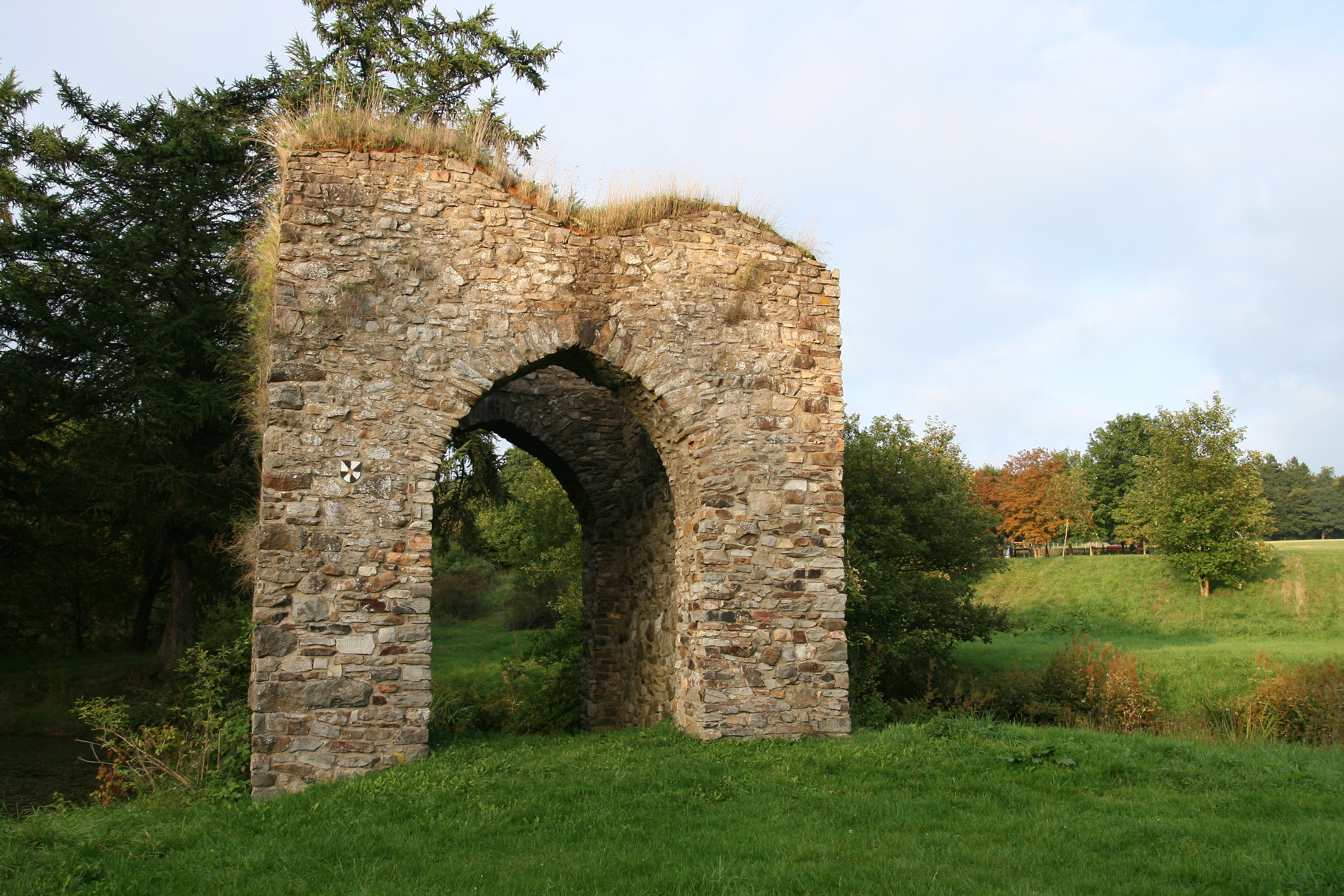
Torbogen der Burg Steinebach

Im Ort befindet sich die Ruine der Burg Steinebach. Ausgehend von den baulichen Eigenschaften handelt es sich um eine Niederungsburg aus dem späten 12. oder frühen 13. Jahrhundert. Es sind nur noch eine Tordurchfahrt sowie Wassergräben sichtbar.

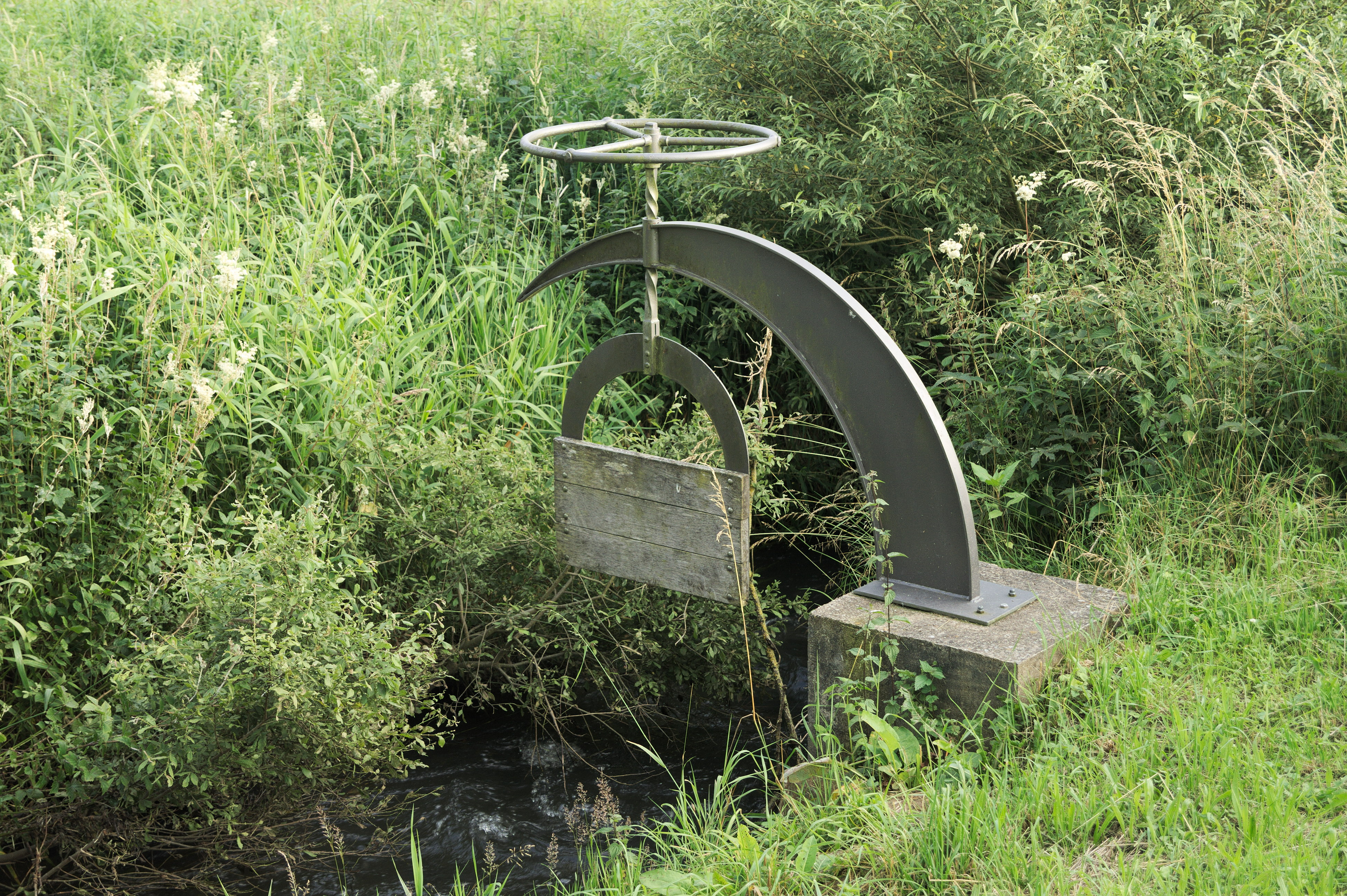
Symbolisiertes Wiesenwehr

Südlich des Ortes im Bereich des Oberlaufs der Wied befindet sich der Wiedwanderweg. Hier wurde ein Skulpturenpark eingerichtet, der einen kulturhistorischen Bezug zur Umgebung herstellt. Es handelt sich um eine Basaltsäule, eine Frauenfigur, ein symbolisiertes Wiesenwehr, ein Pilgerkreuz und ein Quellensymbol.

## Verkehr
Steinebach an der Wied ist über die westlich des Ortes verlaufende Bundesstraße 8 an das überörtliche Verkehrsnetz angeschlossen. Die Bundesstraße verbindet den Ort mit den Mittelzentren Hachenburg und Altenkirchen. Zu den Autobahnanschlüssen der A 3 Ransbach-Baumbach und Dierdorf gelangt man über die Bundesstraße 8/Bundesstraße 413. Der nächstgelegene ICE-Halt ist der Bahnhof Montabaur an der Schnellfahrstrecke Köln–Rhein/Main. Wenige Kilometer nordöstlich des Ortes verläuft die Oberwesterwaldbahn mit einem Bahnhof u. a. in Hachenburg.

## Persönlichkeiten
Im Ortsteil Seeburg wurde 1706 Fürst Johann Friedrich Alexander zu Wied-Neuwied geboren.